# قصبة الحاجب
'قصبة الحاجب، أو قصبة جامع الحمام أو  قصبة المخازنية ، هي معلمة أثرية مغربية تتواجد بمدينة الحاجب في جهة فاس مكناس. تتواجد القصبة وما تبقى من أسوارها بين حيي كانتينا وشيبا في الجزء المرتفع من المدينة.
قصبة الحاجب هي معلمة تراثية مصنفة على المستوى الوطني، منذ 1933.

## تاريخ
عرفت المنطقة تواجدا عمرانيا عسكريا منذ العصر الموحدي (القرن 12)، بسبب الموقع الاستراتيجي للمنطقة، على المستوى الجغرافي المرتفع والمراقب لهضبة سايس ولبدايات الأطلس المتوسط وأيضا لصعوبة إخضاع الدول المغربية المتعاقبة للقبائل الأطلسية، خصوصا بني مطير وكروان. تعرضت المنشآت العسكرية (القصبات) لعمليات هدم وتدمير متكررة وقد أتى ذكرها لدى حسن الوزان في رحلته حيث وصفها بالقصبة المهدمة وبتسمية جامع الحمام.
في عهد المولى إسماعيل، ترسخت تسمية «الحاجب» باعتبار الموقع حاجبا وحاميا للعاصمة الإسماعيلية مكناس ضد هجمات القبائل الأطلسية.
القصبة العسكرية، بشكلها الحالي، بنيت في القرن 19، إبان عهد السلطان الحسن الأول كموقع عسكري لضبط ومراقبة قبائل الأطلس المتوسط.
احتلت القوات الفرنسية الموقع في 2011 وكان موقعا عسكريا مهما لعمليات السيطرة على الأطلس المتوسط التي استمرت إلى غاية ثلاثينات القرن العشرين.
خلال فترة الحماية الفرنسية تم استعمال المنازل الموجودة داخل الأسوار، والمكونة من دور أرضي وحيد، كمساكن وظيفية للجنود الفرنسيين.